# Estadio Sam Nujoma
El Estadio Sam Nujoma (en inglés: Sam Nujoma Stadium) es un estadio de fútbol que se encuentra en Katutura Central (Namibia). Fue inaugurado en 2005 y tiene una capacidad de 10.300 personas.

## Historia
El Estadio Sam Nujoma fue inaugurado en agosto de 2005. Su construcción costó 65 millones de 64 millones dólares namibios. Recibe el nombre del que fuera primer presidente de Namibia Sam Nujoma.

## Situación
El Estadio Sam Nujoma se encuentra en Katutura Central, Windhoek (Namibia).
El estadio no debe ser confundido con el Independence Stadium (Estadio de la Independencia) que es el más grande del país.